# Assemblea nazionale (Afghanistan)
L'Assemblea nazionale (ملی شورا in pashtu) era l'assemblea legislativa dell'Afghanistan.
Era un parlamento bicamerale, composto di due parti:
- Camera del Popolo (ولسي جرګه, Wolesi Jirga): la camera bassa con 250 membri
- Camera degli Anziani (مشرانوجرګه, Meshrano Jirga): la camera alta con 102 membri

La sua istituzione era stabilita dall'articolo 81 della costituzione della Repubblica Islamica dell'Afghanistan. La sua sede venne costruita col sostegno finanziario del governo indiano. Alla posa della prima pietra, avvenuta il 29 agosto 2005, era presente l'ex re del paese Mohammed Zahir Shah. La sede venne costruita ex novo, nonostante altri piani prevedessero la ricostruzione del palazzo di Darul Aman per utilizzarlo come sede dell'Assemblea nazionale.
In seguito alla caduta di Kabul nelle mani dei Talebani nel giugno 2021, l'Assemblea Nazionale ha cessato di riunirsi. È stata poi ufficialmente soppressa dal nuovo governo talebano nel maggio 2022.